# 島津久龍
島津 久龍（しまづ ひさたつ）は、江戸時代前期から中期の薩摩藩士。都城私領主である都城島津家19代当主。

## 生涯
延宝6年（1678年）、18代当主島津久理の長男に生まれる。貞享5年（1688年）、鹿児島に於いて祖父であり二代藩主島津光久の加冠により元服し、忠置と名乗る。
元禄13年（1700年）、従兄の島津綱貴に随って江戸へ赴き、将軍徳川綱吉に拝謁し、太刀、馬代金、小袖を献上する。元禄15年（1702年）、久理の隠居に伴い都城島津家を相続する。同16年（1703年）、都城家歴代の家宝を近衛家を通じて天覧に供し、叡感の宸筆を賜る。宝永3年（1706年）、家臣の永井常喜（慶竺）に命じ、高麗虎狩図屏風を描かせる。この屏風は都城島津家に現存している。
正徳3年（1713年）、島津宗家から都城家の嫡男は「久」の字、次男以下は「資」の字を用いるよう命ぜられたので、「忠置」を「久龍」に改める。
享保2年（1717年）、将軍家から島津宗家に判物が下された謝礼を言上するため、島津宗家の代理として江戸へ赴き、将軍徳川吉宗に拝謁する。
元文5年（1740年）、63歳で死去。龍峰寺に葬られた。